# Hail to the Thief
Hail to the Thief er den sjette udgivelse fra det britiske rockband Radiohead. Albummet viser sig at spore ind på stilen, kendt fra OK Computer, dog med visse elektroniske elementer kendt fra Kid A og Amnesiac og er altså en hybrid af Radioheads tidligere materiale. Albummet er desuden det længste Radiohead har udgivet indtil nu, og indeholder i alt 14 numre.

## Indhold
1. "2 + 2 = 5 (The Lukewarm.)" – 3:19
2. "Sit Down. Stand Up. (Snakes & Ladders.)" – 4:19
3. "Sail to the Moon. (Brush the Cobwebs out of the Sky.)" – 4:18
4. "Backdrifts. (Honeymoon is Over.)" – 5:22
5. "Go to Sleep. (Little Man being Erased.)" – 3:21
6. "Where I End and You Begin. (The Sky is Falling in.)" – 4:29
7. "We suck Young Blood. (Your Time is up.)" – 4:56
8. "The Gloaming. (Softly Open our Mouths in the Cold.)" – 3:32
9. "There there. (The Boney King of Nowhere.)" – 5:23
10. "I will. (No man's Land.)" – 1:59
11. "A Punchup at a Wedding. (No no no no no no no no.)" – 4:57
12. "Myxomatosis. (Judge, Jury & Executioner.)" – 3:52
13. "Scatterbrain. (As Dead as Leaves.)" – 3:21
14. "A Wolf at the Door. (It Girl. Rag Doll.)" – 3:23